# 陳景容
陳景容（1934年12月28日—），台灣畫家，彰化縣人，曾就讀國立台灣師範大學美術系、武藏野美術大學、東京學藝大學、東京藝術大學壁畫研究所碩士。1986年後長期旅居法國巴黎，以油畫為主，風格為大幅的清冷風景、人體與石膏像，低彩度的神秘寂寞感為主體。可說是台灣超現實主義風格的代表畫家。
陳景容在台灣早期畫壇非常活躍，曾是五月畫會的重要成員。他除了油畫之外，也擅長於壁畫、版畫、素描。此外他獲獎亦相當豐富、多次入選法國沙龍展，1994年他成為法國秋季沙龍會員。